# John Ales
John Gregory Ales (Los Angeles, 3 gennaio 1969) è un attore statunitense principalmente conosciuto per i suoi ruoli in Spia e lascia spiare e Il professore matto.

## Biografia
Di origini italiane, Ales è nato il 3 gennaio 1969 a Los Angeles, California. Ha debuttato come attore bambino nel film The Crime Killer. Sposato dal 2001 con Wendy Gazelle, Ales ha una figlia di nome Ella.

## Filmografia parziale

### Cinema
- The Crime Killer, regia di George Pan-Andreas (1985)
- Spia e lascia spiare (Spy Hard), regia di Rick Friedberg (1996)
- Il professore matto (The Nutty Professor), regia di Tom Shadyac (1996)
- Vibrations, regia di Michael Paseornek (1996)
- Cavalcando col diavolo (Ride with the Devil), regia di Ang Lee (1999)
- La famiglia del professore matto (Nutty Professor II: The Klumps), regia di Peter Segal (2000)
- Burning Down the House, regia di Philippe Mora (2001)
- The Zeros, regia di John Ryman (2001)
- Living with Lou, regia di Steven Morrow - cortometraggio (2004)
- Life of the Party, regia di Barra Grant (2005)
- Dragon Wars (D-War), regia di Shim Hyung-rae (2007)
- Music, regia di Sia (2021)

### Televisione
- Ragionevoli dubbi (Reasonable Doubts) – serie TV, episodio 2x11 (1993)
- Un papà da prima pagina (Madman of the People) – serie TV, 16 episodi (1994-1995)
- ABC TGIF – serie TV, 1 episodio (1997)
- You Wish – serie TV, 13 episodi (1997-1998)
- Fantasy Island – serie TV, episodio 1x04 (1998)
- Chicago Hope – serie TV, episodio 6x06 (1999)
- Il fuggitivo (The Fugitive) – serie TV, episodio 1x13 (2001)
- La rivolta (Uprising ), regia di Jon Avnet – film TV (2001)
- Boomtown – serie TV, episodio 1x14 (2003)
- Second Time Around – serie TV, episodio 1x01 (2004)
- CSI: Miami – serie TV, episodio 3x08 (2004)
- Center of the Universe – serie TV, episodio 1x10 (2005)
- Senza traccia (Without a Trace ) – serie TV, episodio 4x05 (2005)
- Vanished – serie TV, episodio 1x06 (2006)
- Mud Show , regia di Keith Truesdell – film TV (2006)
- In Plain Sight - Protezione testimoni (In Plain Sight) – serie TV, episodio 1x05 (2008)
- CSI - Scena del crimine (CSI: Crime Scene Investigation) – serie TV, episodio 9x13 (2009)
- Medium – serie TV, episodio 5x07 (2009)
- The Mentalist – serie TV, episodio 2x19 (2010)
- Miami Medical – serie TV, episodio 1x13 (2010)
- Deal O'Neal, regia di Nathan Bexton – film TV (2010)
- Mad Men – serie TV, episodio 4x12 (2010)
- The Defenders – serie TV, episodio 1x04 (2010)
- NCIS - Unità anticrimine (NCIS ) – serie TV, episodio, episodio 8x21 (2011)
- Burn Notice - La caduta di Sam Axe (Burn Notice: The Fall of Sam Axe), regia di Jeffrey Donovan – film TV (2011)
- Whole Day Down – serie TV, episodio 1x06 (2011)
- Burn Notice - Duro a morire (Burn Notice) – serie TV, episodio 5x06-6x09 (2011-2012)
- Rizzoli & Isles – serie TV, episodio 3x03 (2012)
- Sex&Drugs&Rock&Roll – serie TV, 20 episodi (2015-2016)
- Law & Order - Unità vittime speciali (Law & Order: Special Victims Unit) – serie TV, episodi 17x17-17x18 (2016)
- Bosch – serie TV, 5 episodi (2017)
- Sneaky Pete – serie TV, 5 episodi (2018)
- Euphoria – serie TV, 9 episodi (2019-2022)
- The Good Doctor – serie TV, episodio 3x13 (2020)
- Star Trek: Picard – serie TV, episodio 1x05 (2020)
- MacGyver – serie TV, episodio 4x10 (2020)
- Station 19 – serie TV, episodio 4x07 (2021)
- True Story – miniserie TV, 6 puntate (2021)
- Painkiller – miniserie TV, 6 puntate (2023)
- The Walking Dead: Daryl Dixon – serie TV, episodio 1x05 (2023)
- Outer Range – serie TV, episodio 2x04 (2024)
- Will Trent – serie TV, episodio 3x08 (2025)

## Doppiatori italiani
Nelle versioni in italiano delle opere in cui ha recitato, John Ales è stato doppiato da:
- Alberto Bognanni in Burn Notice - Duro a morire, Station 19, The Old Man
- Riccardo Rossi in Il professore matto, La famiglia del professore matto
- Enrico Di Troia in Major Crimes, All Rise
- Stefano Benassi in Sneaky Pete, American Fiction
- Francesco Bulckaen in Un papà da prima pagina
- Marco Mete in Spia e lascia spiare
- Luigi Ferraro in Cavalcando col diavolo
- Francesco Meoni in Law & Order - Unità vittime speciali
- Marco Baroni in CSI: Miami
- Vittorio Guerrieri in Senza traccia
- Vittorio De Angelis in Dragon Wars
- Alessandro Quarta in In Plain Sight - Protezione testimoni
- Andrea Lavagnino in CSI - Scena del crimine
- Gianfranco Miranda in Mad Men
- Fabrizio Pucci in Bosch
- Federico Viola in MacGyver
- Stefano Thermes in The Good Doctor
- Franco Mannella in Euphoria
- Roberto Certomà in Amiche per la morte - Dead to Me
- Massimo Rossi in True Story
- Pierpaolo Tesoro in Outer Range
- Lorenzo Scattorin in Painkiller
- Mauro Gravina in Will Trent
- Gianni Giuliano in The Walking Dead: Daryl Dixon